# محاكمة الوزارات

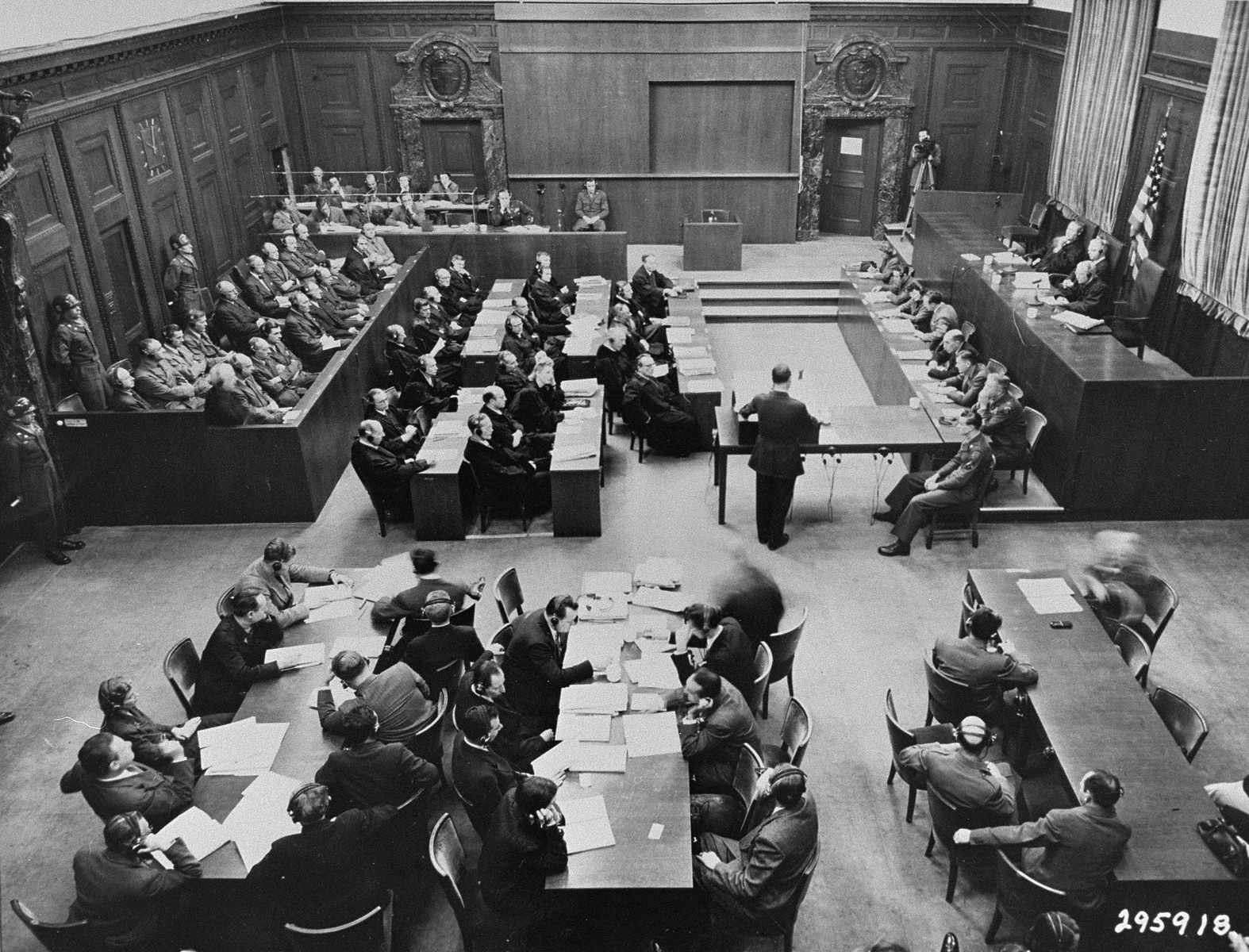

محاكمة الوزارات (أو ما تعرف رسميًا بقضية الولايات المتحدة الأمريكية ضد إرنست فون فايتسيكر وآخرين). كانت المحاكمة الحادية عشر ضمن 12 محاكمة  لجرائم الحرب التي أقامتها الولايات المتحدة في المنطقة التي سيطرت عليها في نورنبرغ الألمانية عند نهاية الحرب العالمية الثانية. عقدت جميع هذه المحاكمات الـ12  أمام محاكم عسكرية أمريكية، وليس أمام محاكم عسكرية دولية (كما في محاكمات نورنبرغ)، لكنها أُقيمت في الغرف نفسها في قصر العدل في نورنبرغ.
تُعرَف المحاكمات الأمريكية الـ 12 بشكل جماعي باسم «محاكمات نورنبرغ المتتالية»، أو باسم أكثر رسمية «محاكمات مجرمي الحرب أمام محاكم نورنبرغ العسكرية».
تعرف هذه القضية أيضًا باسم محاكمة ويلهمستراس، وذلك لأن كلًا من مستشارية الرايخ ووزارة الخارجية كانا يقعان في شارع ويلهمستراس في برلين، فكان اسم الشارع يستخدَم كناية عن الأعمال الإدارية للحكومة الألمانية. كان المتهمون في هذه القضية من المسؤولين في وزارات الرايخ المختلفة، ويواجهون تهمًا متعددة بسبب أدوارهم في ألمانيا النازية ومشاركتهم أو مسؤوليتهم عن الأعمال الوحشية العديدة التي ارتُكبت في كل من ألمانيا والدول الخاضعة لسيطرتها خلال الحرب.
كان القضاة في هذه القضية (ويليام سي. كريستيانسون) وهو رئيس القضاة من مينيسوتا، و(روبرت إف.ماغواير) من أوريجون و(ليون دبليو. باورز) من آيوا. كان تيلفورد تايلور رئيس محامي الادعاء العام، وروبرت كيمبنر هو المدّعي العام. ملئت صحيفة الاتهام يوم 15 نوفمبر 1947؛ واستمرت جلسات الاستماع من 6 يناير 1948 وحتى 18 نوفمبر من تلك السنة. بعد خمسة أشهر، وفي 11 أبريل 1949، قدّم القضاة أحكامهم المؤلفة من 833 صفحة، أصدرت في 13 أبريل 1949.كانت هذه المحاكمة الأطول من بين المحاكمات الـ 12 وآخرها انتهاءً. من بين الـ 21 متهمًا الذين امتثلوا أمام المحكمة، حصل اثنان فقط على تبرئة، بينما وُجد الـ 19 الآخرون مذنبين بفقرة واحدة على الأقل من فقرات لائحة الاتهام الموجهة إليهم، وحوكموا بالسجن لفترات تتراوح من ثلاث سنوات إلى 25 سنة.
صدرت ضد المتهمين لائحة اتهام مؤلفة من 7 فقرات:
الفقرة الأولى: جرائم بحق السلام.
الفقرة الثانية: المشاركة في خطة أو مؤامرة بغرض ارتكاب الجرائم آنفة الذكر.
الفقرة الثالثة: جرائم حرب.
الفقرة الرابعة: جرائم بحق الإنسانية.
الفقرة الخامسة: جرائم حرب وجرائم بحق الإنسانية من خلال نهب وإتلاف المناطق المحتلة.
الفقرة السادسة: جرائم حرب وجرائم ضد الإنسانية من خلال استعباد وترحيل مساجين معسكرات الاعتقال النازية والمدنيين في المناطق المحتلة وإجبارهم على أعمال السخرة.
الفقرة السابعة: العضوية في منظمة إجرامية؛ مثل الحزب النازي وشوتزشتافل.
تم إسقاط الفقرة الثانية من الاتهامات في محاكمات نورنبرغ جميعها.

## المتهمون
| الاسم                              | الوظيفة | الحكم |
| إرنست فون فايتسيكر                 | الوكيل الدائم لوزارة الخارجية في ألمانيا النازية تحت إدارة وزير الخارجية ريبنتروب حتى عام 1943، ثم شغل منصب سفير الكرسي البابوي وسفير لوحدة البريغادفوهرر ضمن الشوتزشتافل. اتُّهم بالفقرات السبع جميعها. | السجن لمدة7 سنوات بناء على إدانته بالفقرة الرابعة؛ وخُفف الحكم إلى 5 سنوات في 12 ديسمبر 1949، وأطلق سراحه في أكتوبر 1950.   |
| غوستاف أدولف ستينغراخت فون مويلاند | خليفة فون فايتسيكر كوكيل وزارة الخارجية (حتى عام 1945). اتُّهم بالفقرات من 3 حتى 6. | السجن لمدة 7 سنوات بناء عل إدانته بالفقرات 3 و5؛ وخُفف الحكم إلى 5 سنوات في 12 ديسمبر 1949، وأُطلق سراحه عام 1950.           |
| فيلهلم كيبلر                       | وكيل وزارة الخارجية؛ والمستشار الاقتصادي لهتلر. اتُّهم بالفقرات 1، 2، 4، 5، 7. | السجن لمدة 10 سنوات بناء على إدانته بالفقرات جميعها عدا الفقرة الثانية. أُطلق سراحه عام 1951.                               |
| إرنستفيلهلم بول                    | غوليتر في الحزب النازي، ووكيل وزارة الخارجية؛ ورئيس منظمة أوكلاند التابعة للحزب النازي. اتُّهم بالفقرات 2، 4، 7.                                                                                         | السجن لمدة 5 سنوات بناء على إدانته بالفقرة السابعة.                                                                        |
| إرنست فورمان                       | رئيس القسم السياسي في وزارة الخارجية، وسفير ألمانيا لدى نظام وانغ وين وي الصيني. اتُّهم بالفقرات من 1 حتى 4 والفقرة 7.                                                                                   | السجن لمدة 7 سنوات بناء على إدانته بالفقرات 1 و4؛ خفف الحكم إلى 5 سنوات في 12 ديسمبر 1949؛ وأطلق سراحه عام 1951.           |
| كارل ريتر                          | ضابط اتصال بين وزارة الخارجية والقيادة العليا للقوات الألمانية المسلحة. اتُّهم بالفقرات من 1 حتى 4 والفقرة 6.                                                                                            | السجن لمدة 4 سنوات وتتضمن وقت العقوبة الذي قضاه بناء على الفقرة الثالثة؛ أُطلق سراحه بعد إصدار الحكم.                       |
| أوتو فون إردمانسدروف               | وكيل في وزارة الخارجية؛ مفوضًا على مدينة ورمان. اتُّهم بالفقرات من 2 حتى 4. | حصل على براءة. |
| إدموند فيسنماير                    | سفير مفوض في هنغاريا. اتُّهم بالفقرات 1,2 ومن 4 حتى 7. | السجن لمدة 20 سنة بناء على إدانته بالفقرات 6 و7؛ خفف الحكم إلى 10 سنوات في عام 1951، وأُطلق سراحه في السنة نفسها.           |
| هانز هنريكلامرز                    | رئيس مستشارية الرايخ. اتُّهم بالفقرات جميعها. | السجن لمدة 20 سنة بناء على إدانته بالفقرات من 4 حتى 7؛ خفف الحكم إلى 10 سنوات في يناير 1951 وأُطلق سراحه في 16 ديسمبر 1951. |
| فيلهلمشتوكارت                      | وكيل في وزارة الداخلية. اتُّهم بالفقرات 1، 2 ومن 4 حتى 7. | قضى وقت العقوبة (3 سنوات و10 أشهر) بناء على إدانته بالفقرات 4، 5، 7. 1                                                     |
| ريتشارد والتر داري                 | وزير الزراعة والطعام. اتُّهم بالفقرات 1، 2 ومن 4 حتى 7. | السجن لمدة 7 سنوات بناء على إدانته بالفقرات 4 و5؛ أطلق سراحه عام 1950.                                                     |
| أوتوميسنر                          | رئيس المستشارية الرئاسية. اتُّهم بالفقرات 2 و4. | حصل على براءة. |
| أوتوديتريخ                         | مسؤول الصحافة في الحزب النازي ووكيل في وزارة الرايخ لنشر البروباغندا النازية. اتُّهم بالفقرات 1 حتى 4 و7.                                                                                                | السجن لمدة 7سنوات وتتضمن وقت العقوبة الذي قضاه بناء على الفقرتَين الرابعة والسابعة؛ أُطلق سراحه عام 1950.                    |
| غوتلوببرجر                         | رئيس وحدات شوتزشتافل، ويحمل رتبة أوبر غروبنفوهرر. اتُّهم بالفقرات جميعها. | السجن لمدة 25 سنة بناء على إدانته بالفقرات 3، 4، 6، 7؛ خفف الحكم إلى 10 سنوات عام 1951؛ وأُطلق سراحه في تلك السنة.          |
| والتر شولنبرغ                      | نائب قائد الغيستابو (الشرطة السرية الألمانية)، ورئيس وحدة المخابرات في شوتزشتافلوأبوير، وخليفة فيلهلمكاناريس كرئيس للاستخبارات المشتركة. اتُّهم بالفقرات 1 و2.                                           | السجن لمدة 6 سنوات وتضمن وقت العقوبة الذي قضاه بناء على إدانته بالفقرة الرابعة.                                            |
| وتز غراف شفيرين فون كروسيك         | وزير المالية. اتُّهم بالفقرات 1، 2، 4 و5. | السجن لمدة 10سنوات بناء على إدانته بالفقرتين الرابعة والخامسة؛ أُطلق سراحه عام 1951.                                        |
| إميل بول                           | نائب رئيس بنك الرايخ. اتُّهم بالفقرتين 4 و6. | السجن لمدة 5 سنوات وتضمن وقت العقوبة الذي قضاه بناء على إدانته بالفقرة الرابعة.                                            |
| كارل راش                           | مدير بنك دريسدنر. اتُّهم بالفقرات من 4 حتى 7. | السجن لمدة 7 سنوات وتضمن وقت العقوبة الذي قضاه بناء على إدانته بالفقرة السابعة.                                            |
| بول كورنر                          | وكيل وزاري، نائب لهيرمان غورنغ. اتُّهم بالفقرات 1 ومن 5 حتى 7. | السجن لمدة 15 سنة بناء على إدانته بالفقرات جميعها؛ خُفف الحكم إلى 10 سنوات في عام 1951؛ وأُطلق سراحه في تلك السنة.           |
| بول بليجر                          | رئيس رايسفيرك هيرمان غورنغ (مصانع فولاذ مُصَادرَة تعتمد على أعمال السخرة). اتُّهم بالفقرات 1، 2، 5، 6. | السجن لمدة 15 سنة بناء على إدانته بالفقرتين 5 و6؛ خُفف الحكم إلى 10 سنوات في عام 1951؛ وأُطلق سراحه في تلك السنة.            |
| هانز كيرل                          | وزير في وزارة الأسلحة؛ رئيس قسم التخطيط. اتُّهم بالفقرات من 4 حتى 7. | السجن لمدة 15 سنة بناء على إدانته بالفقرات من 5 حتى 7؛ أُطلق سراحه عام 1951.                                                |

حوكم شتوكارت مرة أخرى عام 1950 أمام محكمة تابعة لمنظمة اجتثاث النازية وحكمت عليه بكونه تابعًا للحزب النازي مع غرامة قدرها 50.000 مارك ألماني.
أما هربرت باك، الوزير السابق للزراعة والذي كان من المفترض أن يخضع للمحاكمة أيضًا، فقد انتحر في 6 أبريل 1947 أثناء احتجازه في انتظار موعد المحاكمة.